# Бозієш (Селаж)
Бозієш (рум. Bozieș) — село у повіті Селаж в Румунії. Входить до складу комуни Богіш.
Село розташоване на відстані 400 км на північний захід від Бухареста, 25 км на захід від Залеу, 79 км на північний захід від Клуж-Напоки.

## Населення
За даними перепису населення 2002 року у селі проживали 297 осіб.
Національний склад населення села:
| Національність | Кількість осіб | Відсоток |
| -------------- | -------------- | -------- |
| угорці         | 268            | 90,2%    |
| румуни         | 28             | 9,4%     |

Рідною мовою назвали:
| Мова      | Кількість осіб | Відсоток |
| --------- | -------------- | -------- |
| угорська  | 269            | 90,6%    |
| румунська | 28             | 9,4%     |